# Ton Koopman
Antonius Gerhardus Michael (Ton) Koopman (Zwolle, 2 oktober 1944) is een Nederlands dirigent, organist, klavecinist en muziekpedagoog.

## Vorming en werk
Koopman werd geboren in Zwolle en groeide op in een katholiek gezin. Na het gymnasium studeerde Ton Koopman klavecimbel, orgel en muziekwetenschappen in Amsterdam. Hij ontving de Prix d'Excellence zowel voor klavecimbel als voor orgel. Hij specialiseerde zich in barokmuziek. 
In 1968 nam hij deel aan de internationale klavecimbelwedstrijd in het kader van het Festival Musica Antiqua in Brugge. Net als Scott Ross en Roswitha Trimborn behaalde hij toen voor het klavecimbelspel slechts een 'attest', wat meteen de moeilijkheidsgraad onderstreept van dit bekende concours, gelet op de carrière die deze musici achteraf doorliepen. Koopman kreeg wel de Eerste prijs voor basso continuo tijdens hetzelfde concours. In 1979, 1982 en 1985 was hij lid van de jury voor het driejaarlijkse orgelconcours tijdens hetzelfde Brugse festival.
In 1979 richtte hij een barokorkest op: het Amsterdam Baroque Orchestra. Met dit orkest maakte hij plaat- en cd-opnamen met werken van onder anderen Jan Pieterszoon Sweelinck, Johann Sebastian Bach, Carl Philipp Emanuel Bach, Heinrich von Biber, Georg Friedrich Händel en Wolfgang Amadeus Mozart. In 1993 richtte hij The Amsterdam Baroque Choir op. In 2008 werden beide ensembles verenigd in het Amsterdam Baroque Orchestra & Choir (ABO&C). 
Naast zijn werk als dirigent van het ABO&C trad hij op als gastdirigent van symfonieorkesten zoals het Koninklijk Concertgebouworkest, de Berliner Philharmoniker en de New York Philharmonic.  
In zijn lange carrière trad hij op in de belangrijkste muziekfestivals over de hele wereld. Als organist speelde hij op Europese historische instrumenten en als klavecinist en dirigent van het ABO&C was hij te gast in nagenoeg alle belangrijke concertzalen en muziekfestivals ter wereld, zoals het Concertgebouw in Amsterdam, het Théâtre des Champs-Élysées in Parijs, de Philharmonie am Gasteig in München, de Alte Oper in Frankfurt, het Lincoln Center en Carnegie Hall in New York, alsmede in grote concertzalen in Wenen, Londen, Berlijn, Brussel, Madrid, Rome, Salzburg, Tokyo en Osaka.
Hij is artistiek leider van het jaarlijkse festival “Itinéraire Baroque” in Frankrijk. Van 2011 tot 2013 is hij gastdirigent van het Cleveland Orchestra.

## Leeropdrachten
- Koopman is docent klavecimbel aan het koninklijk conservatorium in Den Haag.
- Op 15 december 2006 hield hij aan de Universiteit Leiden zijn inaugurele rede waarmee hij hoogleraar werd in het vakgebied van de "kunsten, in het bijzonder de historisch geïnformeerde uitvoeringspraktijk van de oude muziek".

Koopman is een voorstander van de authentieke uitvoeringspraktijk en richt er zich op de muziekwerken zo authentiek mogelijk uit te voeren, onder andere door gebruik te maken van de orkestbezetting en instrumenten (of exacte kopieën daarvan) uit de tijd van de componist.

## Discografie
Koopman heeft een heel lange lijst van opgenomen uitvoeringen. Hij verzorgde onder meer een nieuwe uitgave van alle 16 orgelconcerten van Georg Friedrich Händel (Breitkopf & Härtel) alsook van Händel’s Messiah en van Buxtehude’s Das Jüngeste Gericht (Carus Verlag). In 1979 en in de jaren 90 maakte hij enkele kerstplaten met Herman van Veen, waaronder Kerstliederen uit 1979.

## Koopman en Bach
Tussen 1994 en 2004 voerde hij een groot project uit: alle cantates van Johann Sebastian Bach uitvoeren en opnemen met zijn Amsterdam Baroque Orchestra & Choir, in samenwerking met musicoloog Christoph Wolff. Hij bracht  212 cantates op 67 cd's uit onder de titel "Complete Cantatas", goed voor ruim 73 uur muziek. Voor dit Bachproject werden hem verschillende prijzen toegekend: de Deutsche Schallplattenpreis, ‘Echo Klassik 1997’ en de Hector Berliozprijs. Tevens werd dit Bachcantate-project genomineerd voor de Grammy Award (VS) en de Grammophone Award (GB).
Sinds 2019 is Koopman voorzitter van het Bach-Archiv in Leipzig.

## Koopman en Buxtehude
In 2005 begon Ton Koopman aan zijn volgende grote project: het uitvoeren en opnemen van het gehele overgeleverde oeuvre van Dietrich Buxtehude, de voorganger van jonge Johann Sebastian Bach, een werk dat 30 cd’s omvat en in 2010 werd voltooid (maar waarvan nog niet alle delen zijn uitgebracht). Als voorzitter van het Internationale Buxtehude Gesellschaft heeft Ton Koopman mede vele symposia, tentoonstellingen en concerten georganiseerd.

## Eigen label
Koopman werkte voor verschillende platenlabels, zoals Erato, Teldec, Sony, Philips en DGG. In 2003 richtte hij zijn eigen platenlabel op: "Antoine Marchand" (vertaling van "Ton Koopman"). Onder dit label brengt hij sindsdien zijn opnamen uit. Het wordt gedistribueerd door Challenge Records.

## Documentaire over Ton Koopman
De cineast Paul Hegeman volgde Ton Koopman een jaar lang op zijn pad door de wereld, en het resultaat is de documentaire Ik wil graag honderd worden die op 11 oktober 2012 in de Nederlandse filmtheaters uitgebracht werd. Het is de eerste documentaire over Ton Koopman, zijn werk en de relatie die hij heeft met zijn vrouw Tini Mathot.

## Onderscheidingen
- In het Bach-herdenkingsjaar 2000 werd hem een eredoctoraat van de Universiteit Utrecht verleend, vanwege zijn uitnemende bijdragen aan het onderzoek naar en de vertolking van het religieuze oeuvre van J.S.Bach.
- In 2003 werd Ton Koopman benoemd tot Ridder in de Orde van de Nederlandse Leeuw.
- In februari 2004 ontving hij de Zilveren Fonograaf van de Nederlandse platenindustrie, de NVPI.
- In 2004 werd hij, als eerste, de VSCD Klassieke Muziekprijs toegekend.
- In 2006 ontving hij de prestigieuze Bachmedaille van de stad Leipzig.
- In 2007 ontving hij met het Amsterdam Baroque Choir de Edison Klassiek-publieksprijs.
- In 2012 ontving hij de Buxtehude-Preis van de stad Lübeck.
- In 2014 werd de planetoïde 12639 Tonkoopman naar hem vernoemd.
- In 2017 ontving hij de Edison-Klassiek-oeuvreprijs.
- Hij is erelid van de Royal Academy of Music in Londen.